# Bộ Ất (乙)
Bộ Ất (乙) là một trong 6 bộ thủ chỉ có 1 nét trong tổng số 214 Bộ thủ Khang Hy. Ngoài ra, "Ất" là can thứ hai trong "thiên can".
Khang Hy tự điển, ghi chép 42 ký tự (trong tổng số 49,030) sử dụng bộ thủ này.

## Chữ dùng bộ Ất (乙)

Giáp cốt văn
Kim văn
Đại triện
Tiểu triện

| Nét    | Chữ                     |
| ------ | ----------------------- |
| 1 nét  | 乙 乚 乛                |
| 2 nét  | 乜 九                   |
| 3 nét  | 乞 也 习                |
| 4 nét  | 乢 乣 乤 乥             |
| 5 nét  | 乧                      |
| 6 nét  | 乨 乩 乪 乫 乬 乭 乮 乯 |
| 7 nét  | 乱 乲                   |
| 8 nét  | 乳 乴 乵 乶 乷 乸       |
| 9 nét  | 乹 乺 乻 乼 乽          |
| 11 nét | 乾 乿 亀                |
| 12 nét | 亁                      |
| 13 nét | 亂 亃 亄                |